# Manuel Capela
Manuel Maria Nogueira Capela (Angeja, 9 de Maio de 1922) é um futebolista português, tendo sido um dos melhores guarda-redes portugueses durante a década de 40.

## Clubes

### "Os Belenenses"
Tendo iniciado a sua carreira em clubes da região (Beira Mar e Ovarense), foi no Clube Futebol "Os Belenenses" que começou por se destacar, sendo um dos baluartes na única vitória do Belenenses no campeonato da primeira divisão de 1945-46.
Capela (Guarda-redes), Vasco e Feliciano (os defesas) eram então conhecidos como as “Torres de Belém”, quer pela sua estatura (deveras impressionante a de Capela) quer pela quase inexpugnável muralha defensiva que formavam em campo.

## Selecção Nacional
- Estreou-se na Selecção Nacional no dia 5 de Maio de 1947 contra a Selecção da Suíça (2-2).
- Foi titular na primeira victória contra a Selecção de Espanha (4-1), dia 26 de Janeiro de 1947.

## Palmarés
Belenenses
- Primeira Liga: 1945/46